# هانس آگبو
هانس آگبو (انگلیسی: Hans Agbo؛ زادهٔ ۲۶ سپتامبر ۱۹۶۷) بازیکن فوتبال اهل کامرون بود.
وی همچنین در تیم ملی فوتبال کامرون بازی کرده‌است.